# Lardaro
Lardaro település Olaszországban, Trento megyében.  Lardaro Bondo, Breguzzo, Daone, Praso, Roncone, Bersone, Pieve di Bono és Tione di Trento községekkel határos.

## Népesség
A település népességének változása: